# 勻棘鼠屬
勻棘鼠屬（学名），是哺乳綱嚙齒目棘鼠科中的一个屬。勻棘鼠屬的动物生活在南美洲热带，尤其是在亞馬遜盆地。

## 描述
勻棘鼠屬动物外形上像披着柔软的皮毛的家鼠，其粗糙的尾上有长的卫毛。头和身长18至27.5厘米，尾长17至30厘米，重320至570克。

## 习性
根据其后脚的形状来推测勻棘鼠屬可能是树栖动物，白天它们待在树下的地洞里。

## 分类
目前勻棘鼠屬有五个种。过去被分为勻棘鼠屬，但是大多数学者认为它与这个属的其它动物的区别之大足以使它被分为一个独立的属。一些学者认为勻棘鼠屬的动物实际上并非真正的近亲，但是其中的三个种是单系群的可能性很大。
- 巴西匀棘鼠（Isothrix pagurus）